# Phrynobatrachus calcaratus
Phrynobatrachus calcaratus är en groddjursart som först beskrevs av Peters 1863.  Phrynobatrachus calcaratus ingår i släktet Phrynobatrachus och familjen Phrynobatrachidae. IUCN kategoriserar arten globalt som livskraftig. Inga underarter finns listade i Catalogue of Life.